# Budimci
Budimci je naselje u Hrvatskoj, regiji Slavoniji u Osječko-baranjskoj županiji i pripada općini Podgorač.

## Zemljopisni položaj
Budimci se nalaze na 100 metara nadmorske visine u nizinu istočnohrvatske ravnice. Selo se nalazi na županijskoj cesti Podgorač D515 - Čepin D7. Susjedna naselja: zapadno Podgorač, jugozapadno Razbojište, sjeverozapadno Bijela Loza, istočno Poganovci, sjeverno Lug Subotički i Branimirovac naselja u susjednoj općini Koška, a južno Potnjani naselje u općini Drenje te jugoistočno Krndija naselje u općini Punitovci. Pripadajući poštanski broj je 31432 Budimci, telefonski pozivni 031 i registarska pločica vozila NA (Našice). Površina katastarske jedinice naselja Budimci je 33,51 km·102.

## Stanovništvo
| broj stanovnika | 962   | 1155  | 1479  | 1219  | 1410  | 1435  | 1431  | 1838  | 1460  | 1518  | 1396  | 1169  | 975   | 880   | 723   | 670   | 536   |
|                 | 1857. | 1869. | 1880. | 1890. | 1900. | 1910. | 1921. | 1931. | 1948. | 1953. | 1961. | 1971. | 1981. | 1991. | 2001. | 2011. | 2021. |

Prema prvim rezultatima Popisa stanovništva 2011. u Budimcima je živjelo 680 stanovnika u 238 kućanstva.

## Religija
U selu se nalazi rimokatolička crkva Presvetog Trojstva koja pripada istoimenoj župi sa sjedištem u Budimcima te čepinskom dekanatu Đakovačko-osječke nadbiskupije. Crkveni god (proštenje) ili kirvaj slavi se u prvu nedjelju nakon blagdana Duhova (nedjelja prije blagdana Tijelovo). 
Također, u selu se nalazi i pravoslavna crkva hram Vaznesenja Gospodnjeg iz 1776. godine koja je u sastavu Osječkopoljske i baranjske eparhije.

## Obrazovanje i školstvo
U selu se nalazi škola do četvrtog razreda koja radi u sklopu Osnovne škole Hinka Juhna u Podgoraču.

## Šport
Nogometni klub Dinamo Budimci natječe se u sklopu 3. ŽNL Liga NS Našice.

## Ostalo
Lovačko društvo "Fazan" Budimci

## Vanjska poveznica
- http://www.podgorac.hr/